# Lettera di Aristea

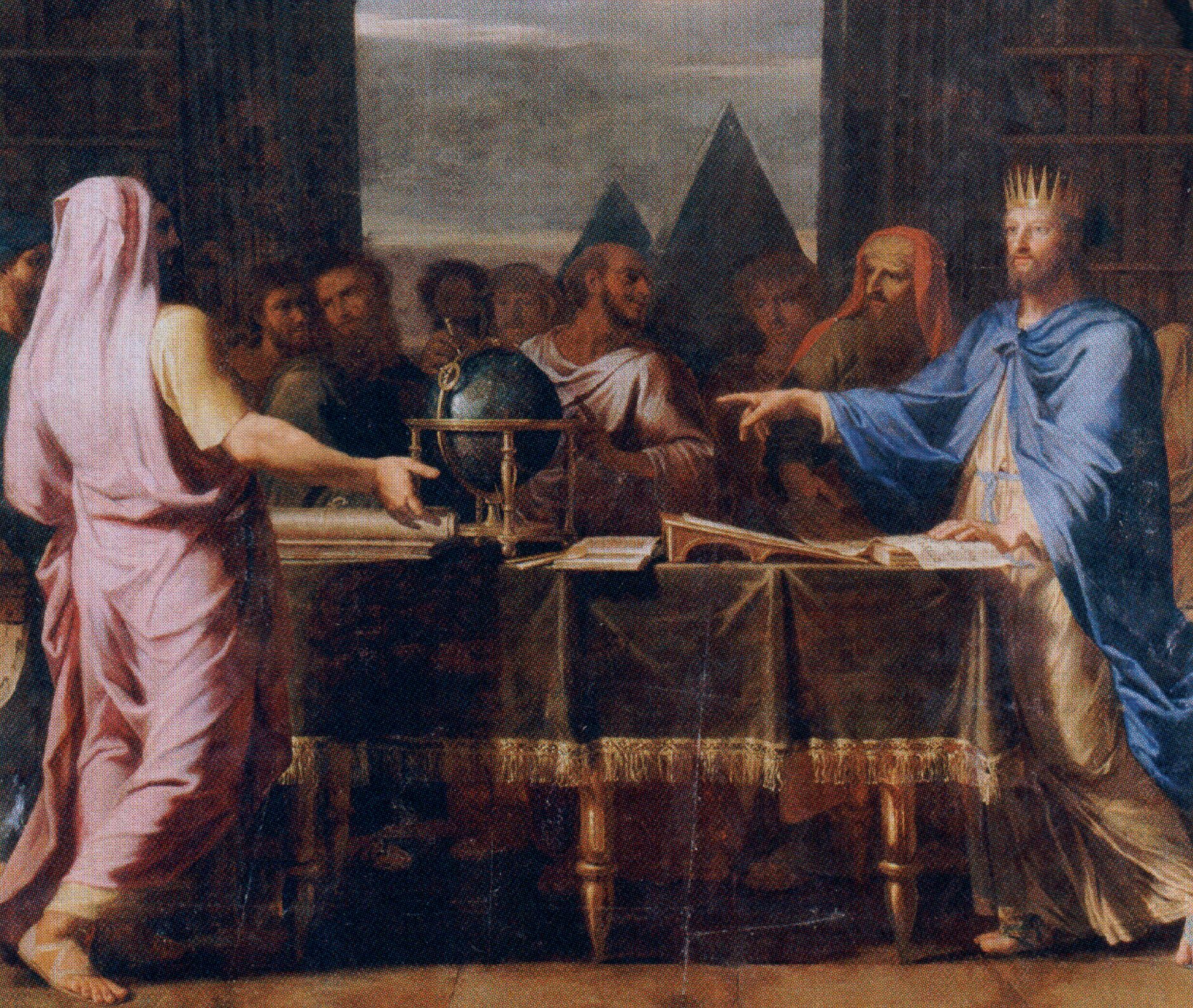
Tolomeo II Filadelfo parla con alcuni dei 72 dotti ebrei che avevano tradotto la Bibbia per la grande biblioteca di Alessandria.
Dipinto di Jean-Baptiste de Champaigne, 1672, Versailles.

La cosiddetta Lettera di Aristea o Lettera dello pseudo-Aristea a Filocrate è una pseudoepigrafia ellenistica del II secolo a.C.
È probabilmente il primo documento relativo alle origini della Bibbia greca dei Settanta.
Si sono conservate più di venti copie manoscritte di questa lettera che è spesso citata in altri testi.

## L'autore
Secondo Flavio Giuseppe che ne parafrasa circa i due quinti, la lettera è indirizzata da un certo Aristea (nome dato da Flavio Giuseppe) a suo fratello Filocrate.
Il presunto autore si presenta come un greco, seguace della religione olimpica e membro della corte del faraone Tolomeo II Filadelfo (regno 281-246 a.C.).
Le incongruenze e gli anacronismi dell'autore, che in realtà è un ebreo alessandrino che scrisse attorno al 170-130 a.C., sono stati esaminati nel 1522 da Luis Vives seguito nel 1685 da Humphrey Hody (1659-1706) che dimostrarono che si tratta in realtà di uno pseudonimo: di qui il nome convenzionale di pseudo-Aristea che gli è stato attribuito.
La tesi di Hody a Oxford del 1685 provocò un'"irosa e scurrile risposta" di Isaac Vossius in appendice al suo Observations on Pomponius Mela, 1686, alla quale Holy replicò in modo conclusivo nelle note alla sua ristampa del 1705.

## Contenuto
L'opera narra la leggenda della nascita della Septuaginta: la traduzione in greco della Bibbia ebraica ad opera di settantadue interpreti, ridotti poi a settanta nella denominazione comune, con riferimento ai settanta anziani che accompagnarono Mosè al Sinai e ricevettero la Tôrāh.
Secondo la lettera, Demetrio Falereo, fondatore e responsabile della Biblioteca di Alessandria, propose al sovrano egiziano (probabilmente Tolomeo II Filadelfo) di far tradurre in greco la legge ebraica, per includerla nelle sue collezioni; egli suggerì di rivolgersi al sommo sacerdote ebraico, Eleazar e di chiedergli sei uomini da ognuna delle dodici tribù.
Tolomeo accettò, fece anche liberare tutti gli schiavi ebrei d'Egitto che erano stati posti in cattività dai suoi predecessori ed inviò ricchi doni (che sono descritti molto dettagliatamente) al Tempio di Gerusalemme insieme con i suoi emissari.
Eleazar, contattato, selezionò 72 abitanti di Gerusalemme "maestri di letteratura giudaica ma anche versati nella cultura ellenica" e fece una lunga predica in lode della Legge.
Questi si recarono ad Alessandria dove il re li accolse, pianse di gioia e si prostrò per sette volte dinanzi ai rotoli della Legge.
Seguì un banchetto di sette giorni, durante i quali il sovrano pose a ciascuno dei 72 traduttori domande filosofiche, le cui sagge risposte sono riportate per intero.
Infine i traduttori si ritirarono su un'isola (probabilmente Faro) dove completarono il loro lavoro esattamente in 72 giorni.
La loro opera venne letta dinanzi alla corte di Tolomeo e all'assemblea degli ebrei alessandrini che, quando sentirono leggere in greco la legge, chiesero delle copie e convennero che il testo non avrebbe mai dovuto subire modifiche, lanciando una maledizione su chiunque avesse cambiato la traduzione, lo stesso Demetrio esclamò che la traduzione "viene da Dio".
Il re allora premiò riccamente i traduttori che tornarono a casa.

## Analisi del testo
Anche se questo racconto della traduzione greca della Bibbia ebraica è ritenuto frutto della fantasia, è il più antico testo a parlare della Biblioteca di Alessandria.
Sembra che l'autore del II secolo abbia avuto tra gli obiettivi principali quello di affermare la superiorità del testo greco della  Septuaginta su ogni altra versione della Bibbia ebraica.
L'autore è decisamente filo-greco, definisce Zeus semplicemente come un altro nome per Hashem
e mentre la critica è diretta contro l'idolatria e l'etica sessuale greca, le argomentazioni sono formulate in modo tale da cercare di persuadere il lettore a cambiare piuttosto che come un attacco ostile.
Il modo in cui l'autore si concentra nella descrizione del giudaismo e in particolare il suo tempio di Gerusalemme potrebbe essere considerato un tentativo di fare proselitismo.
La prima edizione a stampa della Lettera di Aristea è del 1468, nella versione latina di Mattia Palmerio.
L'analisi filologica di Vives nel 1522 ha rilevato che la lettera è un falso;
nel 1684 anche Hody sostenne che si tratta di un falso di un Ebreo ellenizzato, originariamente messo in circolazione per conferire autorevolezza alla versione della Septuaginta.
Isaac Vossius (1618–1689), che era stato il bibliotecario della regina Cristina di Svezia, pubblicò una confutazione nell'appendice della sua edizione di Pomponius Mela, ma gli studiosi moderni sono unanimemente con Hody.
Victor Tcherikover (Università Ebraica)  nel 1958 ha riassunto il consenso accademico:
Nel 1903, Friedlander ha scritto che la glorificazione del giudaismo nella lettera non era altro che auto-difesa, anche se "il libro non menziona gli antagonisti del giudaismo per nome, né ammette che la sua intenzione è quella di confutare gli attacchi diretti." Stein vede nella lettera "un particolare tipo di difesa, che pratica tattiche diplomatiche" e anche Tramontano parla di "una tendenza apologetica e propagandistica". Vincent lo caratterizza come "un piccolo romanzo apologetico scritto per gli egiziani" (cioè i greci in Egitto). Pheiffer ha detto: "Questo racconto fantasioso dell'origine dei Settanta è solo un pretesto per difendere il giudaismo dai suoi detrattori pagani, per esaltarne la nobiltà e la ragionevolezza e soprattutto si sforza di convertire i Gentili di lingua greca." Schürer classifica la lettera in un particolare tipo di letteratura, "propaganda ebraica in travestimento pagano", le cui opere sono "dirette al lettore pagano, per fare propaganda a favore dell'ebraismo tra i Gentili." Andrews, inoltre, ritiene che il ruolo di greco è stato assunto da Aristea allo scopo "di potenziare la forza del ragionamento e qualificarlo agli occhi dei lettori non ebrei. Persino Gutman che riconosce, giustamente, che la Lettera nacque "da un bisogno interiore degli ebrei istruiti," vede in essa "un valido strumento per fare propaganda ebraica nel mondo greco".»

Ma Tcherikover continua, 
Gli studiosi, avidi delle scarse informazioni circa la Biblioteca e il Museo di Alessandria, dipendevano dallo pseudo-Aristea che "ha la qualità meno attraente in una fonte: essere attendibile solo se corroborata da prove migliori, e perciò non necessaria" ha concluso Roger Bagnall.

### Edizione critica
- (FR) André Pelletier (a cura di), Lettre d'Aristée à Philocrate, Parigi, Éditions du Cerf, 1962.

### Traduzione italiana
- Lettera di Aristea a Filocrate, Introduzione, traduzione e note di Francesca Calabi, testo greco a fronte, Milano, Rizzoli, BUR, 1995.

### Studi
- (EN) Roger S. Bagnall, Alexandria: Library of Dreams (PDF), in Proceedings of the American Philosophical Society, vol. 146, n. 4, dicembre 2002,  pp. 348-362 (archiviato dall'url originale il 18 ottobre 2011).

- (FR) Gilles Dorival, Marguerite Harl; Olivier Munnich, La Bible grecque des Septante. Du judaïsme hellénique au christianisme ancien, Éditions du Cerf & Éditions du CNRS, 1994  [febbraio 1988] (archiviato dall'url originale il 23 luglio 2011).

- (EN) Dries De Crom, The Letter of Aristeas and the Authority of the Septuagint (abstract), in Journal for the Study of the Pseudepigrapha, vol. 17, n. 2, gennaio 2008,  pp. 141-160, DOI:10.1177/0951820707087066.

- (EN) Stephen L. Harris, Understanding the Bible, II edizione illustrata, Palo Alto:, Mayfield Pub. Co., 1985, ISBN 0-87484-696-X.

- (EN) Sidney Jellicoe, The Septuagint and Modern Study, ristampa, Eisenbrauns, 1993, ISBN 0-931464-00-5.

- (EN) Victor Tcherikover, The Ideology of the Letter of Aristeas, in Harvard Theological Review, vol. 51, n. 2, aprile 1958,  pp. 59-85.

- Henry St. John Thackeray (a cura di), Appendix: The Letter of Aristeas in Henry Barclay Sweete, An introduction to the Old Testament in Greek, Cambridge, Cambridge University Press, 1900, pp. 499–574
- Francesco Vattioni, Storia del testo biblico: l'origine dei LXX, in Annali dell’Istituto universitario orientale di Napoli, vol. 30, 1980,  pp. 115-130.